# Club de Futbol Pobla
El Club de Futbol Pobla de Segur és un equip de futbol català de la ciutat de la Pobla de Segur, al Pallars Jussà.

## Història[1]

### Inicis
Els orígens del futbol a la Pobla de Segur es remunten al començament de les primeres obres hidroelèctriques que hi va haver a la comarca i a l'arribada dels treballadors de Riegos y Fuerzas del Ebro, els quals eren grans aficionats al futbol. El mateix va passar a la ciutat veïna de Tremp, on els treballadors de l'empresa La Canadenca van ser els primers a practicar aquest esport uns anys abans. A Pobla, es té constància que des del 1917 s'hi jugava a futbol. Dos anys després, l'any 1919, es funda el Club de Futbol Pobla per iniciativa d'un suís anomenat Deleser, tècnic de l'empresa Productora de Fuerzas Motrices. De fet, el nom oficial de l'equip era Productora de Fuerzas Motrices Sport Club Pobla. Deleser, doncs, es va convertir en el responsable d'introduir i donar a conèixer un nou esport poc conegut fins aleshores al poble. A més, va ser el primer entrenador de l'equip i al mateix temps feia de jugador. Qui també jugava en aquell equip era Pedro Cortina Mauri, que anys més tard seria ministre d'exteriors durant la dictadura de Francisco Franco. 

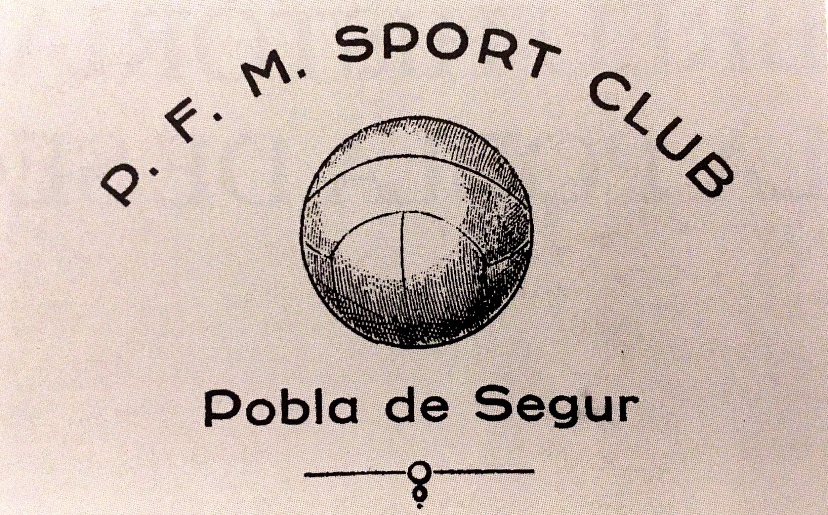
Primer escut del club

Atès el ràpid èxit d'aquest nou esport, es va buscar un terreny de joc adient per practicar-lo. Novament, l'empresa Productora hi va tenir un paper clau i el 26 de desembre de 1922, es va inaugurar el Camp de Futbol del Vernedot, que estava situat just al costat de la central hidràulica. El partit inaugural va enfrontar el Pobla amb l'aleshores Club Trempolí d'Esports, fundat l'any 1914, que després esdevindria el Club de Futbol Tremp. Tot i que durant la major part de la seva història, el CF Pobla ha vestit els colors blanc i vermell, en aquell primer partit els colors de l'equip eren els de la senyera, groc i vermell. Poc més d'un any després, el club va celebrar el seu primer partit internacional enfrontant-se a l'Stadium de Tolosa. El trofeu d'aquella trobada va ser el primer que va guanyar aquell equip jove i encara es conserva a les vitrines del club. Al llarg de la dècada dels 20, l'equip també va jugar partits contra equips com el Tàrrega o el Lleida, i fins i tot el CE Europa.

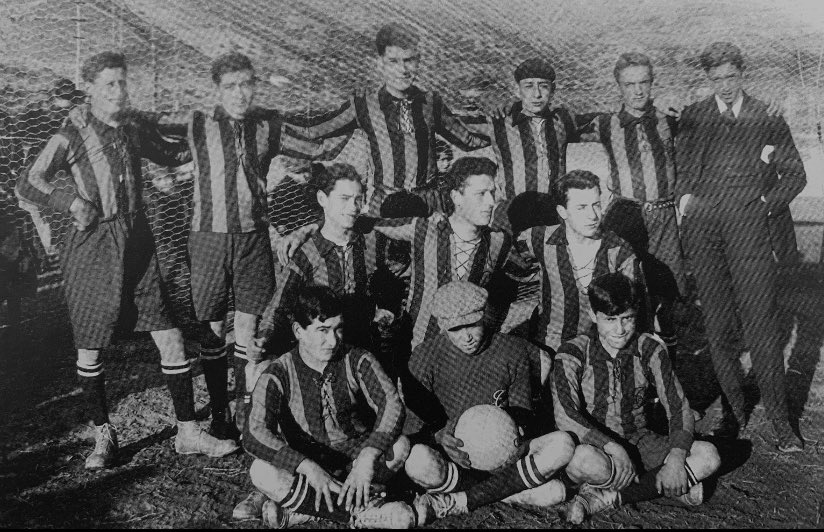
Primera plantilla del Club de Futbol Pobla (1922) amb Mr. Deleser al mig de la segona fila

L'any 1928, però, el camí del club va començar a torçar-se. De nou, l'empresa lligada al club, Productora de Fuerzas Motrices, hi va tenir molt a veure. Com que la companyia necessitava els terrenys del Camp del Vernedot, l'equip va haver de buscar un nou espai per a jugar. Finalment, el jovent del poble va habilitar un nou camp en uns terrenys coneguts com del Sindreu, en una zona allunyada i no tan ben situada com la del camp anterior. Això va provocar que disminuís el nombre de partits jugats al poble, els quals eren força esporàdics i se solien disputar contra equips propers com el Tremp, el Salàs o el Rialp. Va ser una època marcada pels canvis, sobretot per la desvinculació del club amb l'empresa Productora, que en primer lloc, va propiciar que l'equip canviés la seva equipació i jugués amb camiseta groga i pantalons blaus; i en segon lloc, el trencament de les dues entitats també va provocar que el club canviés la seva denominació.

### Anys 30

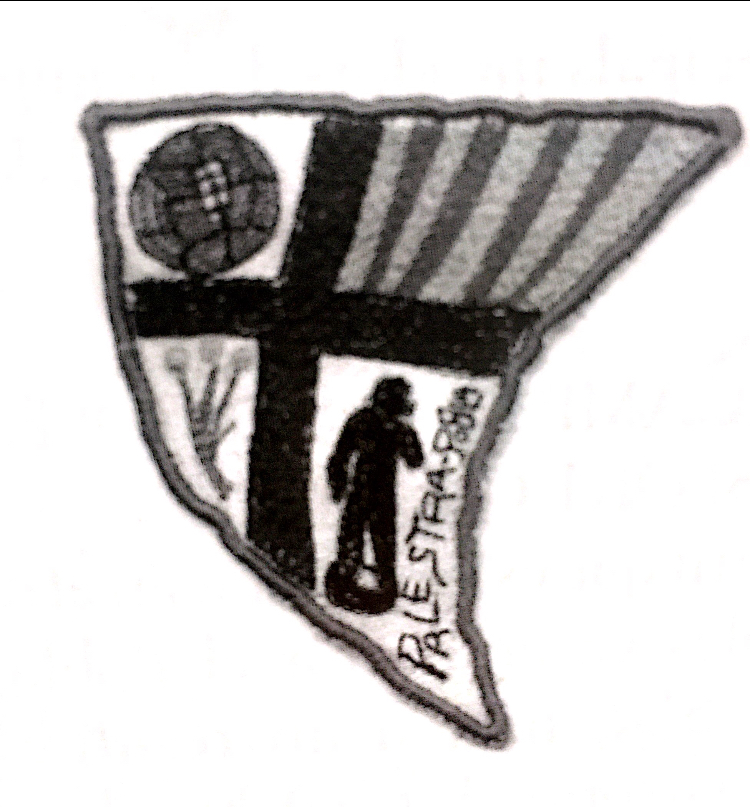
Escut del Palestra (1932)

Aquest període de decadència va acabar amb l'arribada de Palestra. Aquesta entitat catalanista, fundada l'any 1930 com a promotora de l'educació i de la llengua catalana, va propiciar que dos anys després, es tornés a engegar el projecte futbolístic al poble. Pel caràcter nacionalista de l'entitat, fins i tot es ballaven sardanes a les mitges parts dels partits de festa major. Els socis de Palestra, a més, van solucionar el problema de cercar un nou camp, que es va construir en uns terrenys propers al riu Noguera Pallaresa. No va ser l'única novetat, ja que, per primera vegada, el CF Pobla va disputar un torneig organitzat entre diversos equips de les terres de Lleida, i va proclamar-se'n campió l'any 1934. Un dels integrants d'aquell equip era Ramon Soliva, que arribaria a ser major de l'Exèrcit Roig.
Les obres de la nova escola del poble, finalitzades l'any 1935, van afavorir l'equip, que a partir d'aleshores va disposar d'un nou camp, que encara es manté fins a l'actualitat: el Camp de les Escoles. El nou estadi es va inaugurar oficialment el 29 de setembre de 1935, festa de Sant Miquel. En motiu de l'acte, l'equip va disputar un partit contra el Penya Orient de Barcelona, que va acabar 2 a 1 a favor dels locals.
Durant l'any 1935, l'equip també va canviar de nom, de colors i d'escut. Des de llavors el club es passava a dir Atlètic Esport Club Pobla i les noves samarretes, regalades per l'empresari Francesc Cases, eren de ratlles blanques i vermelles, un uniforme que encara és vigent. Pel que fa al nou escut, era triangular, tenia els colors de la senyera i també incorporava dos trets distintius del poble: les dues torres i les graelles de l'escut de la Casa Llorens i Torres, elements que avui en dia també figuren a l'escut de la localitat.

### Guerra Civil
Durant els mesos anteriors a la Guerra Civil, el club va seguir participant en el Campionat de les Comarques Lleidatanes. A part, el Pobla també solia disputar partits amistosos amb entitats cíviques i polítiques de diferents poblacions de la província, que cobrien els costos de transport i manutenció en cada desplaçament. L'esclat del conflicte el 18 de juliol de 1936 va marcar l'inici del declivi de l'activitat esportiva al poble. Per una banda, molts dels joves poblatans que integraven les files del club van haver de marxar a lluitar al front. A més, els recursos econòmics i logístics van ser destinats al manteniment de les tropes, la qual cosa va impedir que es poguessin jugar partits a domicili. El Camp de les Escoles, però, sí que va acollir alguns partits durant l'estiu de 1936, que s'organitzaven per recaptar fons pels hospitals de campanya. A mesura que avançava la guerra, a més, també es van disputar partits amb refugiats provinents de la zona de Madrid. 

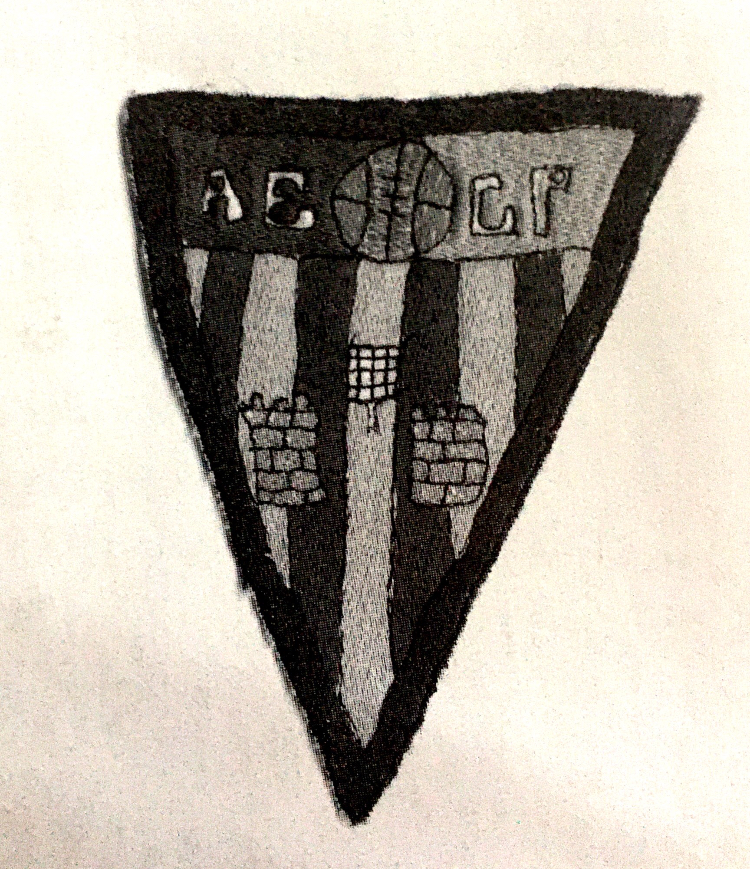
Escut de l'Atlètic Esport Club Pobla (1935)

L'ocupació franquista del Pallars, l'abril de 1938, va aturar definitivament l'activitat futbolística a la Pobla. Així i tot, abans del final de la guerra es van jugar diversos partits entre les forces destacades a la localitat. Un cop finalitzat el conflicte, l'any 1939, es va intentar normalitzar la pràctica esportiva al poble per part del jovent, i el 18 de juliol del mateix any es va jugar un partit contra la Seu d'Urgell. Aquell mateix dia, es van inaugurar els seients i les tanques del Camp de les Escoles. A partir d'aleshores només es van jugar partits esporàdics fins que el 1942, l'equip es va tornar a organitzar i es va passar a anomenar Atlètic Club Futbol Pobla, eliminant així la paraula catalana Esport arran de la circular federativa 6/1940 que espanyolitzava els noms dels equips de futbol a Espanya. A més, a causa del nou ordre social, el club va haver d'aixoplugar-se sota l'organització sindical Educación y Descanso. El mateix 1942, l'equip va participar en el primer campionat de la postguerra a la comarca. Sota el nom de Campeonato de la Conca, el Pobla va jugar contra equips de la zona com el Palau de Noguera, el Tremp i el Salàs de Pallars. També va disputar partits amistosos contra equips de localitats més llunyanes com Àger, Ivars d'Urgell, Benavarri, Lleida o Pont de Suert.
Una curiositat d'aquesta època és que a vegades, l'equip aprofitava els camions de l'empresa Cales, Cementos y Carbones de la Pobla –on treballaven la majoria de jugadors– per desplaçar-se a altres pobles en un moment en què la manca de combustible era considerable. De fet, en alguna ocasió el Pobla es denominava Cales, Cementos y Carbones de la Pobla de Segur, S.A. En una d'aquestes ocasions, el conjunt poblatà es va enfrontar a l'equip del Regimiento de Artilleria núm. 21, present a la zona amb motiu de la lluita contra els maquis. La relació amb els militars es va prolongar i l'any 1948, es va disputar un torneig anomenat Copa Coronel Jefe de la Segunda Agrupación de Batallones de Montaña, on van participar el mateix Pobla, el Tremp i els equips del 5è i 6è batalló.

### Anys 50

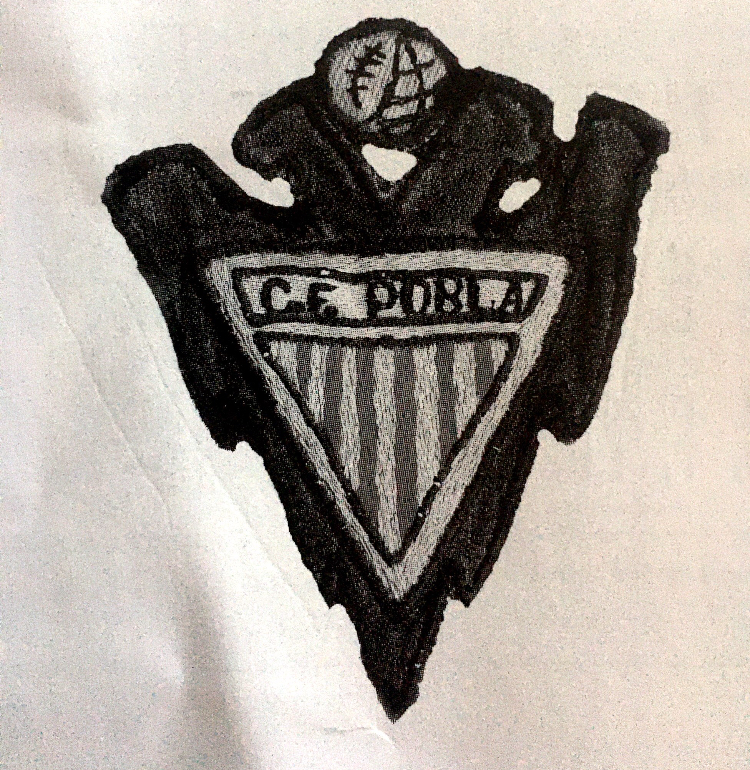
Escut del Pobla (1958)

L'any 1948 l'Atletic Club Futbol Pobla va desaparèixer com a entitat adherida a Educación y Descanso, i va refundar-se com a Club de Futbol Pobla. El nou president va ser Joaquim Admetlla i l'entrenador era Joaquim Brenuy. Cal destacar que el jugador del R.C.D. Espanyol, l'argentí Juan Camer, reforçava l'equip en moltes ocasions. El partit més important que es va jugar en aquella època va tenir lloc el dia de la festa major de 1949. El rival va ser el mític FC Barcelona, aleshores liderat pel porter Antoni Ramallets. El resultat va ser aclaparadorament favorable als blaugrana, que van golejar els locals per 2 a 11. En aquell partit, a més, al Pobla hi jugava el davanter Enrique Buqué, que l'any 1951 fitxaria pel València C.F.
Novament, la presència de militars al Pallars, en aquest cas al campament de Mascarell, va revifar l'interès pel futbol al poble. Tant és així, que es va decidir participar en els torneigs organitzats per la Federació Catalana de Futbol. Per aquest motiu, el Camp de les Escoles va haver de reformar-se i es van construir uns nous vestidors. Entre el 1950 i el 1955, els resultats del Club de Futbol Pobla van ser força pobres. L'equip va enfrontar-se a clubs com l'Aitona, el Vilanovense, el Tremp, l'Ivars d'Urgell, el Fondarella, l'Andorra, el Penya Gols i el Térmens sense aconseguir cap títol. Tanmateix, l'equip va aconseguir formar un bon planter de jugadors com Antonio Roca, nascut a Talarn l'any 1937, que jugaria a Primera Divisió amb l'Osasuna entre el 1961 i el 1963.
La temporada 1956-57 és considerada com una de les més glorioses del club. Sota la presidència d'Alfonso Revilla Rojo i amb Catalina a la banqueta, el Pobla va proclamar-se campió provincial de Lleida d'aficionats. El partit es va jugar en un Camp d'Esports ple a vessar, que va veure com l'equip guanyava 2-1 el Granja d'Escarp. Aquest èxit li va permetre disputar el Campionat de Catalunya d'aficionats, on va ser eliminat per l'Espanyol a les semifinals. Els èxits no es van aturar, i la temporada següent el Pobla es va proclamar campió de primavera. Durant les temporades 1956-57 i 1957-58, a més, va participar en el Torneo Pirenaico contra el U.D. Pont de Suert, el U.D. Bossost i el C.F. Tremp. L'any 1958, el club tornava a canviar d'escut. El nou blasó conservava l'escut triangular i hi incorporava una àliga bicèfala amb una pilota entre els dos caps. Aquest escut va ser vigent fins al 1985, tot i que, per manca de recursos, es va lluir a la samarreta fins al 1991.

### Crisi

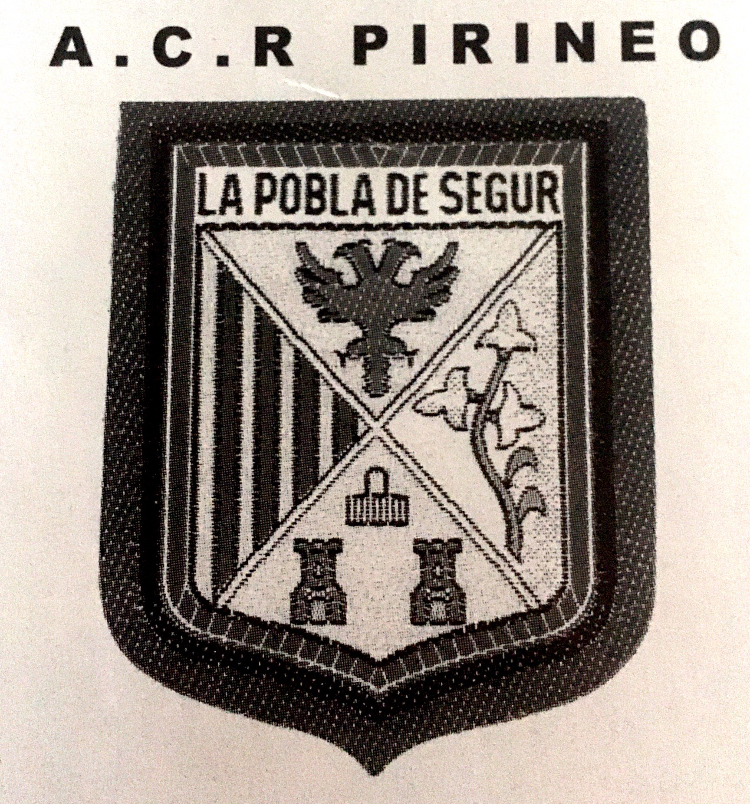
Escut de l'A.C.R. Pirineo (1966)

Des del 1959 fins al 1966, el Club de Futbol Pobla va viure una altra etapa de crisi. Principalment, perquè no es va jugar partit de competició durant aquest període. L'any 1966, però, es va començar a remuntar el vol fruit de la creació de l'Agrupación Cultural Recreativa Pirineo. La nova entitat va ser l'encarregada d'aglutinar la pràctica esportiva a la zona i havia sorgit gràcies a la donació de 60.000 pessetes per part de l'associació de pares de l'empresa Enher. De la mateixa manera que durant els anys 20 i 30, l'equip vestia amb samarreta de color groc i pantalons blaus. Tot i el canvi de nom i d'equipació, el club es va tornar a proclamar campió de primavera l'any 1966 i dos anys després, va arribar a les semifinals de la lliga d'aficionats, on cauria per 1-6 contra el Vallfogona de Balaguer. La temporada 1969-70 no es va disputar cap partit de competició oficial i només consten alguns partits amistosos.

### Renaixement
L'any 1971, i sota la presidència d'Antonio Buitrón Crespo, el club va encetar una nova etapa d'esplendor. Amb Ramon Arilla com a entrenador, l'equip va disputar el torneig de primavera la temporada 1971-72 i va quedar en 4t lloc. La temporada següent es va obtenir el mateix resultat durant el torneig d'hivern, però finalment, va aconseguir coronar-se al torneig de primavera. La temporada 1973-1974 és, sense dubte, una de les més memorables de la història del club. El Pobla es va proclamar campió de la categoria de Tercera Regional (avui Quarta Catalana) i va ascendir a Segona Regional (Tercera Catalana). Entre el 1974 i el 1984, el club es va mantenir a la segona categoria, i fins al 1979, va ser entrenat pel capità Alonso, oficial destinat a l'Acadèmia militar de Talarn. El 29 de juliol de 1984, el CF Pobla es va tornar a vestir de gala per rebre al València C.F., amb qui va disputar un partit de pretemporada aprofitant que l'equip Xe estava preparant la seva a Rialp. El partit va acabar 0-12 a favor dels valencianistes. Tanmateix, la dada més curiosa d'aquest partit va ser el debut d'un jove Quique Sánchez-Flores, futur jugador del Reial Madrid i entrenador, entre d'altres, de l'Atlètic de Madrid. L'any 1986 es va celebrar el 50è aniversari del Camp de les Escoles i amb motiu d'aquesta commemoració, es van construir uns nous vestidors i es va compondre un himne amb música i lletra de Montserrat Rocafort.

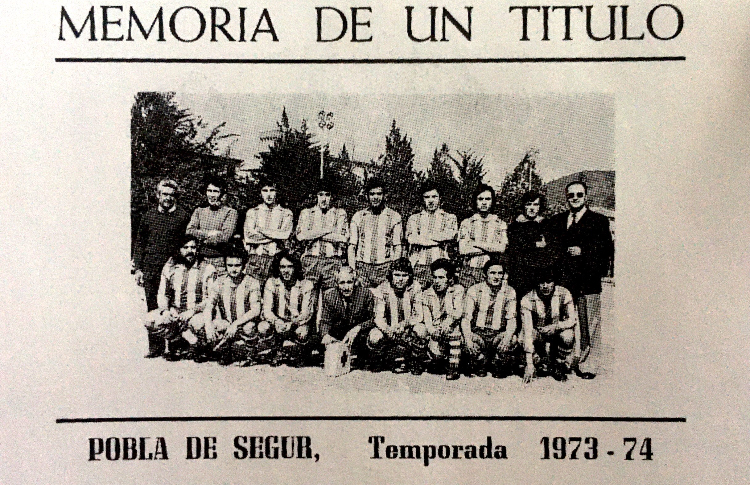

### Esplendor
La temporada 1992-1993 el Club de Futbol Pobla va aconseguir classificar-se per al play off d'ascens a Primera Regional. L'equip, entrenat per Jordi Mauri i amb un jove Josep Pujol (germà de Carles Puyol) a les seves files, va proclamar-se campió i va ascendir després de vèncer el Castelldans per 0-3. La temporada següent, la del 75è aniversari del club, l'equip de juvenils va participar de nou en el campionat oficial. En aquell equip hi jugava un jove Carles Puyol, que poc després fitxaria pel F.C. Barcelona. En la clàusula del seu fitxatge, el club blaugrana es comprometia a pagar al Pobla quatre milions i mig de pessetes si Puyol arribava a jugar a primera divisió. Un somni que es va fer realitat el 2 d'octubre de 1999.
Posteriorment, la temporada 1997-1998 l'equip juvenil es va proclamar campió. A les seves files també hi militava un jugador que anys després també militaria a Primera amb el CD Tenerife i l'Osasuna: Marc Bertran, que va ser fitxat per l'Espanyol B. Arran dels diversos èxits esportius, es van crear dues noves categories inferiors: infantils i cadets. Aquesta revifalla de l'interès pel futbol va propiciar que el camp patís noves reformes, com per exemple la nova il·luminació, inaugurada l'any 1999.
Paral·lelament, el primer equip seguia competint a Primera Regional i la temporada 2001-2002 va quedar 3r i va estar a punt de pujar de categoria. Aquell mateix any, el jovent del poble va fundar la Penya Bombonera, un grup d'animació que va aconseguir renovar l'ambient futbolístic en cada partit. Fins i tot van arribar a editar un CD amb les cançons que se sentien al camp. Potser gràcies a aquest suport, però sobretot per la qualitat de l'equip, la temporada següent, 2002-2003, el Pobla va aconseguir l'anhelat ascens a Preferent Regional (avui Primera Catalana). Estadísticament es tracta de la millor temporada de la història del club: 74 punts, 23 victòries i només 6 derrotes; 91 gols marcats i 41 encaixats. Malauradament, el pas per Preferent Regional només va durar una temporada, en la qual el Pobla només va sumar 9 victòries i va acabar descendint.

### Actualitat
El Pobla va continuar jugant al grup 5 de Primera Regional fins que l'any 2011, amb la reforma de les competicions, el club va baixar a la nova Tercera Catalana en quedar entre els últims cinc equips de la taula. L'estada a Tercera no va durar massa i dues temporades després, va tornar a pujar de categoria quedant 2n amb 70 punts i 22 victòries. Novament, però, el Pobla no va estar a l'altura dels altres equips de Segona Catalana i va descendir aquell mateix any. Des de llavors, milita al grup 14 de Tercera Catalana i en la darrera temporada, la 2018-19, va finalitzar 5è amb 62 punts.
El 14 de gener de 2020, en la 23a edició de la Festa de l'Esport Català, el club va rebre el diploma que acredita el seus 100 anys d'història, celebrats l'any 2019.
La temporada 2020-2021, i després de 85 anys, el Pobla deixa de jugar els seus partits com a local al Camp de les Escoles, on s'hi està construint el nou Parc Alcalde Boixareu. Aquest fet ha provocat que el CF Pobla hagi de jugar de manera provisional al Pedrasanta, el camp del seu màxim rival. El darrer partit del Pobla al Camp de les Escoles es va disputar el 4 d'octubre de 2020, amb victòria dels poblatans per 3 a 1 contra l'Athletic Almacelles.
El futur nou camp dels poblatans s'ubicarà al barri de l'Estació. De moment, el consistori ja ha aprovat l'avantprojecte per a la construcció del terreny de joc, que tindrà gespa artificial i grades.

### Rivalitat amb elCF Tremp
Com a equips de les dues ciutats més grans del Pallars Jussà, el CF Pobla i el CF Tremp mantenen una forta rivalitat esportiva. Tots dos conjunts disputen l'anomenat derbi pallarès i la competitivitat es remunta als anys 30. El primer derbi documentat, però, data del 26 de desembre de 1922, i va ser un amistós per inaugurar el primer terreny de joc dels poblatans. En la dècada dels 30, els partits disputats van anar augmentant en assistència, però també en tensió entre jugadors i aficions, tal com ho reflecteixen les cròniques del periòdic quinzenal Renovació. Durant les dècades següents i fins a l'actualitat, Pobla i Tremp han continuat enfrontant-se sempre que han coincidit en la mateixa categoria, principalment a Primera Territorial i a Tercera Catalana en els darrers anys.

### Colors
|  |  |  |

## Camps
Camps:
- 1922 - 1928: Camp del Vernedot
- 1928 - 1932: Camp del Sindreu
- 1932 - 1935: Camp del Palestra
- 1935 - 2020: Camp de les Escoles / Municipal de la Pobla de Segur[14]
- 2022: Camp de l’Estació / Nou Municipal de la Pobla de Segur[16]

## Temporades[17]
- 1973 - 1974: 3ª Regional (Actualment Quarta Catalana 1r
- 1974 - 1975: 2ª Regional (Actualment Tercera Catalana)
- 1975 - 1976: 2ª Regional
- 1976 - 1977: 2ª Regional
- 1977 - 1978: 2ª Regional 15è
- 1978 -1979: 2ª Regional 5è
- 1979 - 1980: 2ª Regional 13è
- 1980 - 1981: 2ª Regional 14è
- 1981 - 1982: 2ª Regional 12è
- 1982 - 1983: 2ª Regional 17è
- 1983 - 1984: 3ª Regional
- 1984 - 1985: 2ª Regional 7è
- 1985 - 1986: 2ª Regional 10è
- 1986 - 1987: 2ª Regional 11è
- 1987 - 1988: 2ª Regional 6è
- 1988 - 1989: 2ª Regional 4t
- 1989 - 1990: 2ª Regional 5è
- 1990 - 1991: 2ª Regional 3r
- 1991 - 1992: 2ª Territorial 6è
- 1992 - 1993: 2ª Territorial 3r
- 1993 - 1994: 1ª Territorial (Actualment Segona Catalana) 12è
- 1994 - 1995: 1ª Territorial 8è
- 1995 - 1996: 1ª Territorial 12è
- 1996 - 1997: 1ª Territorial 8è
- 1997 - 1998: 1ª Territorial11è
- 1998 - 1999: 1ª Territorial 12è
- 1999 - 2000: 1ª Territorial 7è
- 2000 - 2001: 1ª Territorial 11è
- 2001 - 2002: 1ª Territorial 3r
- 2002 - 2003: 1ª Territorial 1r
- 2003 - 2004: Preferent Territorial (Actualment Primera Catalana) 16è
- 2004 - 2005: 1ª Territorial 5è
- 2005 - 2006: 1ª Territorial 3r
- 2006 - 2007: 1ª Territorial 7è
- 2007 - 2008: 1ª Territorial 6è
- 2008 - 2009: 1ª Territorial 15è
- 2009 - 2010: 1ª Territorial13è
- 2010 - 2011: 1ª Territorial17è
- 2011 - 2012: Tercera Catalana 4t
- 2012 - 2013: Tercera Catalana 2n
- 2013 - 2014: Segona Catalana 16è
- 2014 - 2015: Tercera Catalana 6è
- 2015 - 2016: Tercera Catalana 11è
- 2016 - 2017: Tercera Catalana 5è
- 2017 - 2018: Tercera Catalana 7è
- 2018 - 2019: Tercera Catalana 5è
- 2019 - 2020: Tercera Catalana 6è
- 2020 - 2021: Tercera Catalana 13è
- 2021 - 2022: Tercera Catalana 4t

## Jugadors il·lustres[1]
- Carles Puyol Saforcada, excapità del Futbol Club Barcelona
- Marc Bertran i Vilanova
- Pedro Cortina Mauri, ministre d'Assumptes Exteriors durant el franquisme
- Ramon Soliva Vidal, militar i polític comunista
- Enrique Buqué
- Juan Camer